# Swakopmund

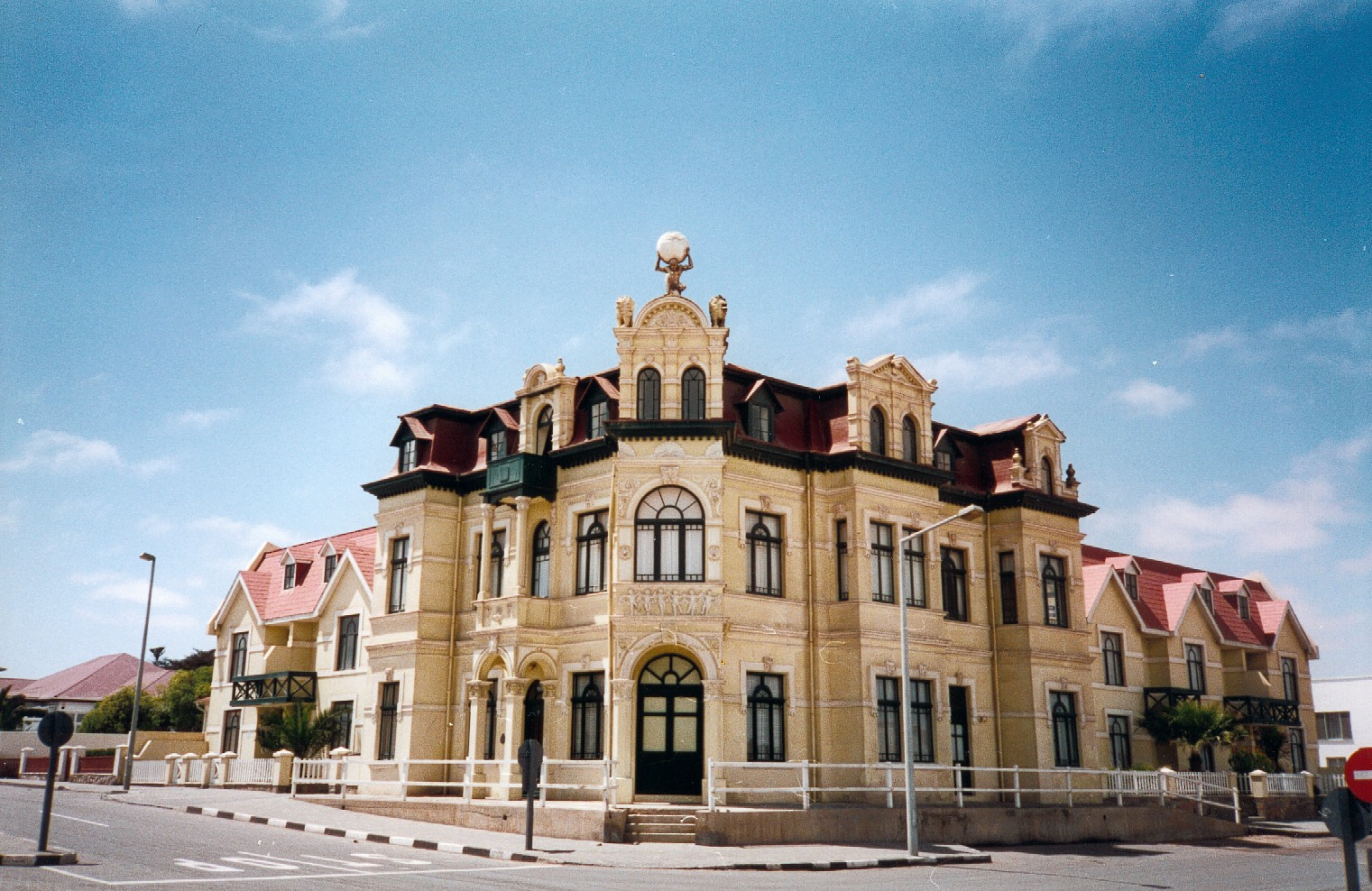
Casa Hohenzollernhaus.

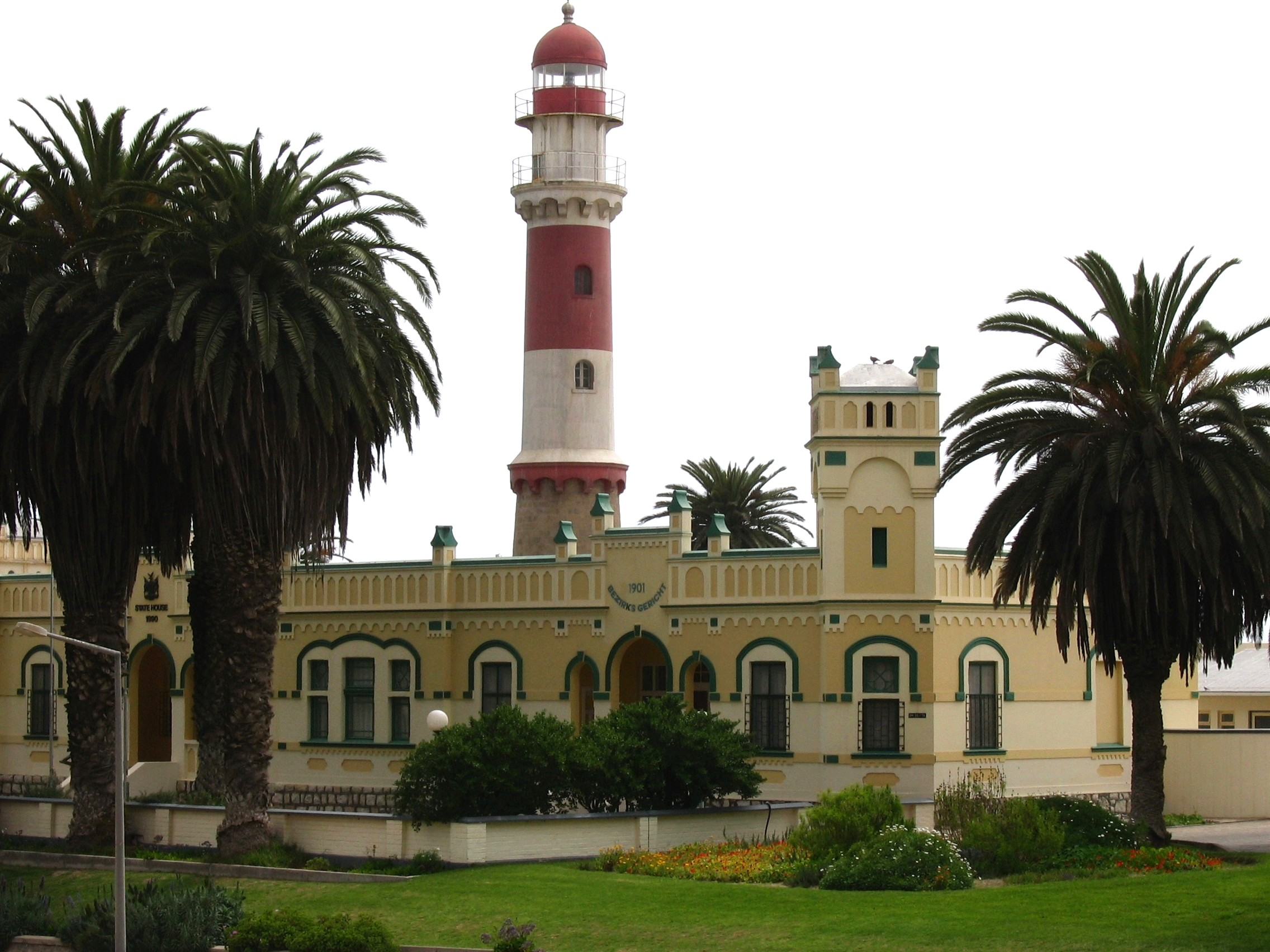
Vista del far i la Staatshaus

Swakopmund és una ciutat de Namíbia, situada a la costa atlàntica, a l'oest del país. Té una població d'uns 35.000 habitants. Destaca la seva arquitectura d'estil colonial alemany. Va ser fundada el 1892 com a port principal de l'Àfrica del Sud-oest, colònia alemanya.
És el primer balneari de Namíbia i és un dels millors exemples conservats de l'arquitectura colonial alemanya al món. És un dels pocs llocs fora dels Estats Units o Europa on una minoria important de la població parla alemany i té arrels alemanyes. La ciutat està en el camí B2 i el Ferrocarril Trans-Namib de Windhoek a Walvis Bay. Compta també amb un aeroport.
Els edificis notables a la ciutat inclouen la presó Altes Gefaengnis, dissenyada per Heinrich Bause el 1909. El Woermannhaus, construït el 1906 amb una torre prominent, és ara un museu militar.
Les atraccions de Swakopmund inclouen un museu de transport, l'Aquari Marítim Nacional, una galeria de vidre i dunes de sorra espectaculars prop de Langstrand al sud del riu Swakop. La ciutat és reconeguda per a esports extrems, a prop d'ella es troba una granja de camells i la locomotora de vapor Martin Luther de 1896 i abandonada en el desert.

## Nom
La majoria de ciutats i pobles de Namíbia han crescut als límits d'assentaments indígenes i molt sovint eren localitzades a prop de fonts d'aigua. Els noms dels llocs donats pels habitants originals eren molt descriptius i en molts casos els noms van ser retinguts per pobladors europeus que de vegades simplificaven les pronunciacions dels noms. La paraula Nama "Tsoakhaub" pot ser traduïda com "obertura d'excrement" la que era una descripció ofensiva però exacta de les aigües del Riu Swakop quan aquest es va desbordar, portant masses de fang, sorra, els trossos de la vegetació i animals morts a l'oceà Atlàntic.
El nom de Nama va ser canviat a "Swachaub" per pobladors alemanys, i amb la proclamació de Swakopmund com un districte independent de l'Àfrica del Sud-oest alemanya el 1896, la manera actual d'escriure Swakopmund (que significa Boca de l'Swakop en alemany) va entrar en ús.

## Història
Swakopmund va ser fundada el 1892, pel capità Curt von François, a causa del creixent trànsit entre Alemanya i la seva colònia de l'Àfrica del Sud-oest, ja que l'únic port existent, Walvis Bay, situada a 33 quilòmetres més al sud era possessió del Regne Unit.
Swakopmund va créixer ràpidament en ser el principal port de tot el territori i va rebre l'estatus de municipi el 1909. Moltes companyies d'exportació i importació van obrir agències a la ciutat. Després de la Primera Guerra Mundial totes les activitats van ser transferides a Walvis Bay, de manera que moltes empreses van tancar i la població va disminuir ràpidament.
A la fi del segle XX la ciutat ha vist ressorgir la seva economia a causa de l'increment del turisme.

## Clima
Envoltada pel Desert del Namib per tres dels seus costats i les aigües fredes de l'Atlàntic a l'Oest, Swakopmund gaudeix d'un clima temperat. La temperatura mitjana s'estén entre 15 °C a 25 °C. La precipitació és menys de 15 mm per any. El fred corrent de Benguela proveeix d'humitat a l'àrea en la forma de boira que pot arribar a distàncies tan extenses com 140 quilòmetres terra endins. La fauna i la flora de l'àrea s'han adaptat a aquest fenomen i ara compten amb la boira com una font d'humitat.

## Turisme

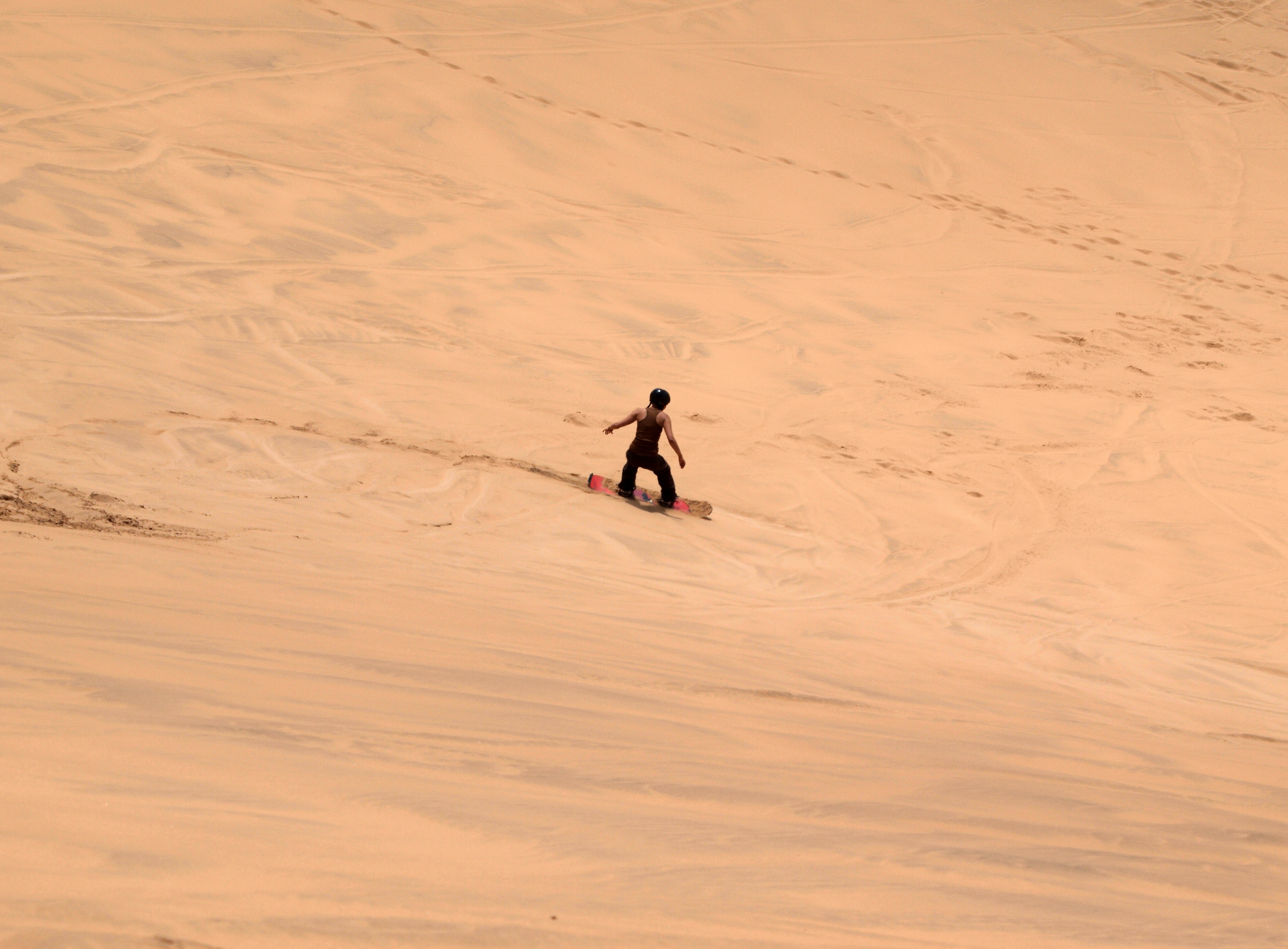
Sandboard al desert del Namib

La ciutat se Swakopmund ha estat amb els últims anys un dels punts més turístics de Namíbia, ja que disposa d'un gran ventall d'opcions per participar en esports de risc com el paracaigudisme o rutes en quads pel desert per descobrir la vida animal del desert o practicar sandboard. Hi ha múltiples agències que ofereixen aquests serveis. La ciutat també serveix de punt de partida per a visites al parc nacional Namib.
La ciutat també té molts edificis d'herència alemana com les esglésies protestants del centre de la ciutat. La ciutat també disposa d'un dels millors mercats ambulants de Namíbia on es poden trobar múltiples productes d'artesania local tallats en fusta. La ciutat recorda a una villa alemana i també hi ha uns resteurants de qualitat on es serveix exelent menjar de caça local.